# Sales (grup humà)
Sales (en llatí sali, en grec Σάλοι) foren un poble de la Sarmàcia europea, a la vora del riu Salis a la regió de Livònia.